# Cryptachaea schraderorum
Cryptachaea schraderorum là một loài nhện trong họ Theridiidae.
Loài này thuộc chi Cryptachaea. Cryptachaea schraderorum được Herbert Walter Levi miêu tả năm 1959.